# Simitli (huyện)
Simitli là một đô thị thuộc tỉnh Blagoevgrad, Bungaria. Dân số thời điểm năm 2001 là 16049 người.